# Spiridon Markozanis
Spiridon Markozanis, gr. Σπυρίδων Μαρκοζάνης (ur. 1 stycznia 1931 w Pireusie, zm. 2011) – grecki polityk, parlamentarzysta krajowy, w 1981 poseł do Parlamentu Europejskiego I kadencji.

## Życiorys
Zaangażował się w działalność polityczną w ramach Nowej Demokracji. W kadencji 1977–1981 zasiadał w Parlamencie Hellenów z okręgu Pireus A. Od 1 stycznia do 18 października 1981 wykonywał mandat posła do Parlamentu Europejskiego w ramach delegacji krajowej. Pozostał deputowanym niezrzeszonym, należał do Komisji ds. Gospodarczych i Walutowych.